# Gompholobium huegelii
Gompholobium huegelii är en ärtväxtart som beskrevs av George Bentham. Gompholobium huegelii ingår i släktet Gompholobium och familjen ärtväxter. Inga underarter finns listade i Catalogue of Life.